# U magazine
U Magazine是香港的一本消閒週刊，是香港經濟日報集團出版旗下刊物，於2005年12月創刊，一書三冊，逢星期五出版。主要內容包括旅遊、飲食、優質生活、時裝潮流、人物及專欄，例如食肆介紹及特色飲食，世界各地旅遊專題等。到2023年8月31日出版最後一期印刷。2024年6月21日網上平台正式解散，並遣散所有旗下員工，結束創立19年的品牌。

## 主要內容
- Travel
- Food
- Life
- U People

## 獎項
- 2011年 The Asian Publishing Awards
  - 最佳社交網絡應用大獎
- 2011年 Magazine of the Year
  - 最佳旅遊雜誌第一位
  - 年度十大最佳雜誌
- 2011年 Visit Britain Media Awards
  - 最佳旅遊報導獎
- 2009年 Asia Travel & Tourism Creative Awards
  - 最佳旅遊攝影獎-風景組銅獎
- 2008年 IFRA 7th Asia Media Awards
  - 最佳專題報導金獎（雜誌組）
  - 最佳封面設計金獎（雜誌組）
- 2007年 The Asian Publishing Management Awards
  - 亞洲最佳新雜誌獎

## 爭議事件
2018年10月，U magazine發文指，香港永久性居民到臺灣旅遊有新安排，網上填寫入境卡，毋須列印。惟臺灣觀光局駐香港辦事處澄清，持BNO或港澳特區護照的旅客，需要辦理並列印入台證。
同年11月，U magazine在facebook呼籲網民留言以免費獲取香港消委會《選擇月刊》測試報告，網民留言後會在私訊收到一份8頁之PDF檔案，在文件上有U Magazine商標，被指盜用收費圖表，涉及侵權。

## 同類競爭者
- 《飲食男女》（已結刊）
- 《新假期》（已結刊）

## 外部連結
- U Magazine Facebook專頁 （页面存档备份，存于）
- U magazine （页面存档备份，存于）
- U Forum （页面存档备份，存于）